# John Redmond
John Edward Redmond (Irsk: Seán Éamonn Mac Réamoinn)(1. september 1856 – 6. marts 1918) var en irsk nationalist politiker, procederende advokat samt parlamentsmedlem i det britiske underhus i Det Forenede Kongerige Storbritannien og Irland og leder af Irish Parliamentary Party 1900-18. Han var en moderat, retsstatslig og mæglende politiker som opnåede de to vigtigste formål med hans politiske liv, partisammenhold og endelig i 1914 irsk hjemmestyre ved en lov der sikrede et foreløbigt irsk selvstyre. Uheldigvis for Redmond, blev implementeringen udskudt grundet udbruddet på 1.verdenskrig.
Han var den ældste bror af William (Willie) Redmond og far til William Archer Redmond, der begge sad i parlamentet for samme parti.

## Familiær indflydelse og baggrund
John Redmond blev født i Dublin og opdraget i County Wexford i Irland. Han var ud af fornem katolsk adelslægt som i mere end 700 år havde været forbundet med byen Wexford. Redmonds grandonkel var en berømt bankdirektør før han kom i parlamentet i 1859 for County Wexford. Da grandonkelen døde i 1866 overtog John´s fader William Archer Redmond hans plads i parlamentet, hvor han blev en tilhænger af Isaac Butts ny bevægelse for irsk hjemmestyre. 
Redmonds familiære arv var mere kompleks end hos hans samtidige nationalistiske kolleger. Hans moder kom fra en protestantiske unionistisk familie, og selvom hun konverterede til katolicisme ved brylluppet, forblev hun tro mod den unionistiske sag. Hans onkel General John Patrick Redmond havde vundet en af de højeste britiske militære fortjenstmedaljer for sin rolle i nedkæmpningen af det indiske oprør; han misbilligede kraftigt nevøens involvering i kravet om landreformer i 1880´erne. John Redmond kunne dog også prale med hans families engagement i Wexfords opstand i 1798, en "Miss Redmond var blevet underkuet for at have hjulpet oprørerne, en Fader Redmond var blevet hængt af selvejende bønder ganske som en mødrende slægtning, William Kearney.

## Uddannelse og tidlig karriere
Som ung student begyndte John at udvise den seriøsitet som mange ville forbinde med ham. Han blev uddannet ved jesuitterkollegiet Clongowes Wood, og var primært interesseret i litteratur og poesi, spillede hovedrollerne ved skoleteatrene og blev betragtet som skolens bedste taler i de debatterende foreninger. Efter han var færdig på Clongowes var det meningen at han skulle studere jura på Trinity College, Dublin – men hans faders dårlige helbred udskød dette. I 1876 tog han til London for at assistere sin fader ved Westminster, her udviklede en større fascination for politik end for jura. Han kom i kontakt med Michael Davitt ved en reception i London for en løsladt Fenisk fange. Som fuldmægtig i det britiske Underhus identificerede han sig i stigende grad med Charles Stewart Parnell´s virke, en af grundlæggerne af Irish Land Leaugue og en bekendt obstruktionsmager i Underhuset.

## Politisk bekendelse og ægteskab
Redmond deltog først i politiske møder med Charles Stewart Parnell i 1879. Efter faderens død i 1880 skrev han til Parnell og spurgte om at blive Nationalistpartiets (fra 1882 Irish Parliamentary Party) kandidat til den tomme plads, men måtte noget overrasket erkende at Parnell allerede havde lovet det tomme sæde til sin sekretær Timothy Healy. Redmond fortsatte dog sin støtte til Parnell og da der opstod et nyt tomt sæde, denne gang i New Ross, blev han Parnells kandidat uden nogen modkandidat. Ved valget (31.januar 1881) kom han ind i Underhuset, han holdt sin jomfrutale næste dag midt i de stormfulde scener der fulgte på arrestationen af Michael Davitt, en leder fra Landligaen der var blevet smidt ud af underhuset samme aften. Redmond var parlamentsmedlem for New Ross 1881-85, North Wexford 1885-91 og endelig for Waterford City 1891-1918.
Konflikten med Landligaen befandt sig i 1881 i en turbulent fase. Tidligt i 1882 blev han og hans bror sendt til Australien for at rejse penge, rejsen blev både en politisk og personlig succes, da såvel han selv og hans bror giftede sig ind i den rige irsk-australske familie Dalton. I et kortlivet men lykkeligt ægteskab fødte hans kone Johanna ham tre børn, hun døde i 1889. Han rejste til USA i 1884, 1886 og 1904 hvor han brugte en mere ekstrem retorik til at skabe sig kontakter hos irsk-amerikanske ekstremister der stadig og ufortrødent eksisterede. Hans australske oplevelser havde en stærk indflydelse på hans fremtidige politiske livssyn, der fik ham til at omfavne en irsk version af liberal imperialisme og han forblev bekymret over hvad en tilbagetrækning af den irske stemme i Westminster ville få af konsekvenser, selv efter implementeringen af hjemmestyre. Ved en debat om Gladstones hjemmestyre i 1886, erklærede han:
"Som Nationalist, betragter jeg ikke ideen, om at Irlands stemme for evigt skal ekskluderes fra rådene i et imperie som tapperheden og genialiteten hos hendes sønner har ofret så meget for at bygge op og som hun burde beholde, for attråværdig". 
I 1899 giftede John Redmond sig med sin anden kone, Ada Beesley, en engelsk protestant som, efter hans død, konverterede til katolicismen.

## Leder af det Parnellske parti
Da han noget forsinket blev færdiguddannet som procederende advokat på King´s Inns, Dublin, blev han indkaldt til advokatstanden i Dublin i 1887 (og til den engelske året efter) og under Plan of Campaign havde han travlt med landbrugssager. I 1888 efter en stærkt intimiderende tale, modtog han fem ugers fængsel med hårdt arbejde til følge. Som en loyal støtte til Parnell, var Redmond i lighed med Davitt passionerede modstandere af militær nationalisme, deres projekt var et konstitutionelt hjemmestyre i en foreløbig form i et forenet Irland indenfor det Forenede Kongerige. 
Da Irish Parliamentary Party splittedes efter Parnells langvarige forhold til Katharine O´Shea, der tidligere var blevet skilt fra en parlamentarisk kollega, stod Redmond bag hans afsatte leder i diskussionen. Efter Parnells død i 1891 overtog Redmond lederskabet af de få tilbageværende rester af det forslåede parti samt Irish National League hvor han snart demonstrerede hans organisatoriske talent og sine betydelige retoriske evner. Han fik også rejst penge til et monument over Parnell i den nordlige ende af Dublins O´Connell Street, hvor han valgte den amerikanske skulptør Augustus Saint Gaudens, som blev færdig i 1911.
John Dillon blev leder af den noget større Anti-Parnellske Irish National Federation. I den periode støttede han den unionistiske minister Gerald Balfours program om Constructive Unionism, med at garantere Tory-regeringen at dens selvudråbte politik om at "dræbe hjemmestyre med venlighed" ikke ville være muligt. Redmond opgav tanken om radikal omlægning af landbruget og, i modsætning til den typiske nationalist, arbejdede han fint sammen med unionister som Horace Plunkett, i Nedskæringskomiteen af 1895, som i 1899 førte til et Landbrugsdepartement. Han argumenterede endvidere for at jordreformerne og demokratiseringen med lokale regeringer der var blevet indført med Lokalregeringsloven i Irland, 1898, rent faktisk ville øge kravet for hjemmestyre frem for, som frygtet, at den ville blive dæmpet.